# Saimiri sciureus
Saimiri sciureus är en däggdjursart som först beskrevs av Carl von Linné 1758.  Saimiri sciureus ingår i släktet dödskalleapor och familjen cebusliknande brednäsor. IUCN kategoriserar arten globalt som livskraftig.
Inga underarter finns listade i Catalogue of Life. Wilson & Reeder (2005) skiljer mellan fyra underarter.
Denna dödskalleapa förekommer i norra Sydamerika från sydöstra Colombia, södra Venezuela och regionen Guyana söderut till centrala Brasilien. I väst hittas arten fram till östra Ecuador och nordöstra Peru. Saimiri sciureus föredrar skogar längs vattendrag som ibland översvämmas vid högvatten men den lever även i andra skogar.
Liksom andra dödskalleapor äter Saimiri sciureus främst insekter och andra smådjur. Födan kompletteras med frukter, särskilt under den torra perioden. Vuxna hannar och honor bildar tillsammans med sina ungar flockar med 20 till 75 medlemmar (ibland upp till 100 individer). Hos honor och hannar av denna art finns en hierarki men hannar har ett mera aggressivt beteende. Det finns även blandade flockar med arter av släktet kapuciner (Cebus). Honor fortplantar sig vanligen vartannat år. Dräktigheten varar 160 till 170 dagar och sedan föds oftast en unge. Ungarna blir efter 2,5 (honor) till 4 år (hannar) könsmogna. I naturen blir arten upp till 21 år gammal och med människans vård kan den nå 27 års ålder.
Hannar är med en genomsnittlig vikt av 740 gram något tyngre än honor som når cirka 635 gram. Kroppslängden (huvud och bål) är omkring 32 cm och svanslängden är cirka 41 cm. Pälsen har huvudsakligen en grå färg med mera gulaktiga extremiteter och rygg. Den nakna regionen kring munnen är svart.